# Festival international du film de Moscou 2013
Le 35e festival international du film de Moscou a lieu du 20 au 29 juin 2013. Le film World War Z est sélectionné pour la journée d'ouverture et Le prix d'or est attribué au film turc Particle.

## Films en compétition
Les films suivants sont sélectionnés pour la compétition principale :
| Titre anglais               | Titre original              | Réalisateur(s)          | Pays d'origine                     |
| --------------------------- | --------------------------- | ----------------------- | ---------------------------------- |
| Matterhorn                  | Matterhorn                  | Diederik Ebbinge        | Pays-Bas                           |
| Drogówka (pl)               | Drogówka                    | Wojciech Smarzowski     | Pologne                            |
| Spaghetti Story             | Spaghetti Story             | Ciro de Caro            | Italie                             |
| The Role                    | Rol                         | Konstantin Lopouchanski | Russie                             |
| Los chicos del puerto (en)  | Los chicos del puerto       | Alberto Morais          | Espagne                            |
| Zerre (tr)                  | Zerre                       | Erdem Tepegöz           | Turquie                            |
| Rosie                       | Rosie                       | Marcel Gisler           | Suisse                             |
| Sayonara keikoku            | Sayonara keikoku            | Tatsushi Ōmori          | Japon                              |
| Disorder                    | Koma                        | Archil Kavtaradze       | Géorgie                            |
| Slide                       | Skolzheniye                 | Anton Rozenberg         | Russie                             |
| L'Autre Vie de Richard Kemp | L'Autre Vie de Richard Kemp | Germinal Alvarez        | France                             |
| Mamaroš (sr)                | Mamaroš                     | Momčilo Mrdaković       | Serbie, Allemagne, France, Hongrie |
| Lebanon Emotion             | Le-ba-non kam-jeong         | Young-heun Jung         | Corée du Sud                       |
| Judas (film, 2013)          | Iuda                        | Andrey Bogatyryov       | Russie                             |
| Memories They Told Me       | A Memória que me Contam     | Lúcia Murat             | Brésil                             |
| Delight                     | Delight                     | Gareth Jones (en)       | Royaume-Uni                        |

## Jury
Compétition.
- Mohsen Makhmalbaf - réalisateur iranien
- Ursula Meier - réalisatrice suisse
- Sergueï Léonidovitch Garmach - acteur russe
- Zurab Kipshidze - acteur géorgien
- Kim Dong-ho - acteur coréen

## Prix
Compétition
- Prix d'or : Particle de Erdem Tepegöz
- Prix spécial du jury : Sayonara keikoku de Tatsushi Ōmori
- George d'argent du meilleur réalisateur : Young-heun Jung pour Lebanon Emotion
- George d'argent du meilleur acteur : Aleksey Shevchenkov pour Judas
- George d'argent de la meilleure actrice : Jale Arıkan pour Particle
- Prix spécial pour contribution exceptionnelle au cinéma mondial : Costa-Gavras
- Prix Stanislavski : Kseniya Rappoport

## Source de la traduction
- (en) Cet article est partiellement ou en totalité issu de l’article de Wikipédia en anglais intitulé « 35th Moscow International Film Festival » (voir la liste des auteurs).